# Сошенка
Сошенка — річка в Україні, у Шепетівському районі Хмельницької області. Ліва притока Горині (басейн Дніпра).

## Опис
Довжина річки 14 км. Площа басейну 52,1 км². Похил річки 1,4 м/км. Має 4 притоки, загальною довжиною 6 км.

## Розташування
Бере початок на північному заході від Борисіва. Тече переважно на південний схід через Сошне і в Ізяславі впадає у річку Горинь, праву притоку Прип'яті.